# Фуллер, Кёртис
Кёртис Дюбуа Фуллер (англ. Curtis DuBois Fuller; 15 декабря 1934, Детройт, Мичиган, США — 8 мая 2021) — американский джазовый музыкант (тромбонист). Был членом джазовой группы Арта Блэйки The Jazz Messengers и участвовал во многих классических джазовых записях.

## Биография
Кёртис Фуллер родился в Детройте 15 декабря 1932 года. Его отец эмигрировал с Ямайки и работал на автомобильном заводе Форда, но умер от туберкулёза до рождения своего сына. Его мать, переехавшая на север из Атланты, умерла, когда Кёртису было 9 лет. Несколько лет он провёл в детском доме, которым руководили иезуиты. Кёртис увлёкся джазом после того, как одна из монахинь привела его посмотреть на выступление Иллинойса Жаке и его группы вместе с Джеймсом Джонсоном, играющем на тромбоне.
Фуллер посещал государственную школу в своём родном городе вместе с известными джазовыми музыкантами, такими как Пол Чэмберс, Дональд Бёрд, Томми Фланаган, Тад Джонс и Милт Джексон. Там Кёртис взял в руки тромбон в 16 лет, после того как уже попробовал играть на скрипке, а саксофон (его следующий выбор) был недоступен. Учился играть у Джеймса Джонсона и Элмера Джеймса.
Кёртис Фуллер вступил в армию США в 1953 году, чтобы участвовать в Корейской войне. Служил до 1955 года и играл в группе с Полом Чемберсом и братьями Кэннонболлом и Нэтом Эддерли. После службы в армии играл в квинтете Юсефа Латифа вместе с другими детройтскими музыкантами.
В 1957 году вместе с квинтетом перебирается в Нью-Йорк, где записывает свои первые пластинки для Prestige Records. В первые месяцы пребывания в Нью-Йорке записывается также для Blue Note Records в составах Джона Колтрейна, Джимми Смита и Бада Пауэлла. В том же году участвует в записи альбома Джона Колтрейна Blue Train. Позже играет в составе оркестра Jazz Messengers Арта Блэйки, где остаётся вплоть до 1965 года. В начале 1960-х годов записывает два альбома под лейблом Impulse! Records, а после окончания обязательств перед Blue Note Records, он записывается также для Savoy Records, United Artists Records и Epic Records. В конце 1960-х годов играет в составе ансамбля Диззи Гиллеспи.
Фуллер женился на Кэтрин Роуз Дрисколл (Catherine Rose Driscoll) в 1980 году. Кэтрин умерла от рака лёгких в 2010 году; в знак уважения Фуллер записал альбом, полностью посвящённый ей, — The Story of Cathy & Me (2011).
В 1999 году Фуллер получил почётную степень доктора музыки в Музыкальном колледже Беркли. Восемь лет спустя он был удостоен звания NEA Jazz Masters. Кёртис продолжал выступать и записываться, а также преподавал в Школе джазовых исследований (School of Jazz Studies) при Летней школе искусств штата Нью-Йорк.
Кёртис Фуллер умер 8 мая 2021 года в возрасте 88 лет. На протяжении всей своей жизни Фуллер считался родившимся в 1934 году; он прибавил два года к своему возрасту в 17 лет, чтобы получить работу.

## Дискография

### Как лидер группы
- New Trombone (Prestige, 1957)
- Bone & Bari (Blue Note, 1957)
- The Opener (Blue Note, 1957)
- Jazz …It’s Magic! (Regent, 1958)
- The Curtis Fuller Jazztet (Savoy, 1959)
- Sliding Easy (United Artists, 1959)
- Blues-ette (Savoy, 1959)
- Curtis Fuller Volume 3 (Blue Note, 1961)
- South American Cookin' (Epic, 1961)
- The Magnificent Trombone of Curtis Fuller (Epic, 1961)
- Boss of the Soul-Stream Trombone (Warwick, 1961)
- Images of Curtis Fuller (Savoy, 1962)
- Curtis Fuller with Red Garland (New Jazz, 1963)
- Cabin in the Sky (Impulse!, 1962)
- Jazz Conference Abroad (Smash, 1961 [1962])
- Soul Trombone (Impulse!, 1962)
- Imagination (Savoy, 1963)
- Curtis Fuller and Hampton Hawes with French Horns (Status, 1965)
- Smokin' (Mainstream, 1972)
- Crankin' (Mainstream, 1973)
- Fire and Filigree (Bee Hive, 1979)
- Two Bones (Blue Note, 1980)
- Curtis Fuller Meets Roma Jazz Trio (Timeless, 1984)
- Up Jumped Spring (Delmark, 2004)
- Keep It Simple (Savant, 2005)
- I Will Tell Her (Capri, 2010)
- The Story of Cathy & Me (2011)
- Down Home (Capri, 2012)
- In New Orleans (Progressive, 2018)

### Как дополнительный участник
Вместе с Каунтом Бесси
- Basie Big Band (Pablo, 1975)
- I Told You So (Pablo, 1976)
- Prime Time (Pablo, 1977)
- Fun Time (Pablo, 1975 [1991])

Вместе с Дэйвом Бэйли
- One Foot in the Gutter (Epic, 1960)
- Gettin' Into Somethin' (Epic, 1960)
- Bash! (Jazzline, 1961)/Modern Mainstream (Fontana, 1963)

Вместе с Артом Блэйки
- Art Blakey!!!!! Jazz Messengers!!!!! (Impulse!, 1961)
- Mosaic (Blue Note, 1961)
- Three Blind Mice (United Artists, 1962)
- Caravan (Riverside, 1962)
- Ugetsu (Riverside, 1963)
- The African Beat (Blue Note, 1962)
- Buhaina’s Delight (Blue Note, 1963)
- Golden Boy (Colpix, 1963)
- Free For All (Blue Note, 1965)
- 'S Make It (Limelight, 1965)
- Indestructible (Blue Note, 1966)
- Kyoto (Riverside, 1966)
- Thermo (Milestone, 1973)
- In My Prime Vol. 1 (Timeless, 1978)
- Live at the Renaissance Club (Blue Note, 1978)
- Live Messengers (Blue Note, 1978)

Вместе с Джоном Колтрэйном
- Blue Train (Blue Note, 1958)
- Tanganyika Strut (Savoy, 1958)
- Jazz Way Out (Savoy, 1958) как Tanganyika Strut
- Dial Africa: The Savoy Sessions (Savoy, 1977)
- Gold Coast (Savoy, 1978) запись 1958 года

Вместе с Бадди ДеФранко
- Blues Bag (Vee Jay, 1965)

Вместе с Кенни Дорхэмом
- This Is the Moment (Riverside, 1958)
- Hot Stuff from Brazil (West Wind, 1988)

Вместе с Артом Фармером
- Brass Shout (United Artists, 1959)
- Meet the Jazztet (Argo, 1960)
- Back to the City (Contemporary, 1986)
- Real Time (Contemporary, 1988)

Вместе с Джо Форнсуортом
- It’s Prime Time (Eighty-Eight’s, 2003)
- Drumspeak (Commodore, 2006)

Вместе с Бенни Голсоном
- Groovin' with Golson (New Jazz, 1959)
- The Other Side of Benny Golson (Riverside, 1959)
- Gone with Golson (New Jazz, 1960)
- Gettin' with It (New Jazz, 1960)
- Take a Number from 1 to 10 (Argo, 1961)
- Pop + Jazz = Swing (Audio Fidelity, 1962)/Just Jazz! (Audio Fidelity, 1965)
- California Message (Baystate, 1981)
- One More Mem’ry (Baystate, 1982)

Вместе с Лионелем Хэмптоном
- Hamp in Haarlem (Timeless, 1979)
- Live in Europe (Elite Special, 1980)
- Outrageous (Glad-Hamp, 1982)

Вместе с Джимми Хэтом
- The Thumper (Riverside, 1960)
- Love and Understanding (Muse, 1973)
- Fast Company (Milestone, 1975)
- The Time and the Place (Landmark, 1994)

Вместе с Куинси Джонсом
- Newport '61 (Mercury, 1961)
- The Quintessence (Impulse!, 1962)

Вместе с Юсефом Латифом
- Jazz for the Thinker (Savoy, 1957)
- Stable Mates (Savoy, 1957)
- Jazz Mood (Savoy, 1957)
- Before Dawn: The Music of Yusef Lateef (Verve, 1957)
- The Centaur and the Phoenix (Riverside, 1960)

Вместе с Хэнком Мобли
- Monday Night at Birdland (Roulette, 1959)
- Another Monday Night at Birdland (Roulette, 1959)
- A Caddy for Daddy (Blue Note, 1966)

Вместе с Вуди Шо
- Woody III (Columbia, 1979)
- For Sure! (Columbia, 1980)
- Rosewood (Columbia, 1977 [1978])

Вместе с Джимми Смитом
- House Party (Blue Note, 1957 [1958])
- Confirmation (Blue Note, 1979)
- Special Guests (Blue Note, 1984)

Вместе с другими
- Ahmed Abdul-Malik, East Meets West (RCA Victor, 1960)
- Walter Bishop Jr., Cubicle (Muse, 1978)
- Bob Brookmeyer, Jazz Is a Kick (Mercury, 1960)
- Paul Chambers, 1st Bassman (Vee Jay, 1960)
- Sonny Clark, Dial «S» for Sonny (Blue Note, 1957)
- Sonny Clark, Sonny’s Crib (Blue Note, 1958)
- Willis Conover, Jazz Committee for Latin American Affairs (FM, 1963)
- Lou Donaldson, Lou Takes Off (Blue Note, 1958)
- Gil Evans, Great Jazz Standards (World Pacific, 1959)
- Tommy Flanagan, Trio and Sextet (Onyx, 1973)
- Dizzy Gillespie, The Dizzy Gillespie Reunion Big Band (MPS, 1969)
- Dexter Gordon, Great Encounters (Columbia, 1979)
- Johnny Griffin, The Cat (Antilles, 1991)
- Slide Hampton, World of Trombones (West 54, 1979)
- Wilbur Harden, Jazz Way Out (Savoy, 1958)
- Hampton Hawes, Baritones and French Horns (Prestige, 1957)
- Albert Heath, Kwanza (The First) (Muse, 1974)
- Joe Henderson, Mode for Joe (Blue Note, 1966)
- Joe Henderson, In Pursuit of Blackness (Milestone, 1971)
- Freddie Hubbard, The Artistry of Freddie Hubbard (Impulse!, 1963)
- Freddie Hubbard, The Body & the Soul (Impulse!, 1963)
- John Jenkins, Jazz Eyes (Regent, 1957)
- Philly Joe Jones, Drums Around the World (Riverside, 1959)
- Philly Joe Jones, Together! (Atlantic, 1964)
- Cliff Jordan, Cliff Jordan (Blue Note, 1957)
- Abbey Lincoln, It’s Magic (Riverside, 1958)
- Booker Little, New York Sessions (Lone Hill, 2004)
- Mike Longo, The Awakening (Mainstream, 1972)
- Mike Longo, New York '78 (Consolidated Artists, 1996)
- Machito, With Flute to Boot (Roulette, 1959)
- Machito, Latin Soul Plus Jazz (Caliente, 1973)
- Blue Mitchell, Big 6 (Riverside, 1958)
- Blue Mitchell, Blue Soul (Riverside, 1959)
- Jackie McLean, Makin' the Changes (New Jazz, 1960)
- Jackie McLean, A Long Drink of the Blues (New Jazz, 1961)
- Gary McFarland, Today (Skye, 1970)
- Lee Morgan, City Lights (Blue Note, 1957)
- Lee Morgan, Tom Cat (Blue Note, 1980)
- David «Fathead» Newman, Song for the New Man (HighNote, 2004)
- David «Fathead» Newman, Diamondhead (HighNote, 2008)
- Judy Niemack, Blue Bop (Free Lance, 1989)
- Cecil Payne, Bright Moments (Spotlite, 1980)
- Houston Person, Blue Odyssey (Prestige, 1968)
- Bud Powell, Bud! The Amazing Bud Powell (Vol. 3) (Blue Note, 1957)
- Paul Quinichette, On the Sunny Side (Prestige, 1957)
- Wayne Shorter, Schizophrenia (Blue Note, 1969)
- Mickey Tucker, Theme for a Woogie-Boogie (Denon, 1979)
- Stanley Turrentine, The Sugar Man (CTI, 1975)
- Stanley Turrentine, In Memory Of (Blue Note, 1979)
- Cedar Walton, Eastern Rebellion 3 (Timeless, 1980)
- Cedar Walton, Cedar’s Blues (Red, 1985)
- Bobby Watson, All Because of You (Roulette, 1978)
- Frank Wess, Opus de Blues (Savoy, 1984)
- Ernie Wilkins, K.A.L.E.I.D.O.D.U.K.E (Birdology, 1994)
- Kai Winding and Curtis Fuller, Giant Bones '80 (Sonet, 1980)
- Phil Woods, Rights of Swing (Candid, 1961)